# Federal Information Processing Standard
Les Federal Information Processing Standards (FIPS) sont des standards publics développés et publiés par le gouvernement des États-Unis pour l'usage des agences gouvernementales non militaires et entrepreneurs gouvernementaux (government contractors). Beaucoup de standards FIPS sont des versions modifiées des standards ANSI, IEEE, ISO, etc.
Quelques standards FIPS ont été originellement développés par le gouvernement des États-Unis. Par exemple, les standards pour encoder des données (ex. : code pays), mais plus significativement, des algorithmes de chiffrement tels que Data Encryption Standard (DES) (FIPS 46) et Advanced Encryption Standard (AES) (FIPS 197).
Plusieurs de ces standards ont été progressivement retirés, dans une logique de rapprochement avec les normes internationales ISO.

## Exemples de standards FIPS
- FIPS 10-4 : Liste des codes de pays et des codes de régions (retiré le 2 septembre 2008)[1]
- Code de pays (FIPS 6-4)
- Code des états (FIPS 5-2)

Ils sont similaires ou comparables à (mais non identiques à) l'ISO 3166, ou le standard NUTS de l'Union européenne.
- FIPS 140-2 (en) : norme s'appliquant aux produits informatiques destinés au traitement sécurisé des données sensibles.